# 焦裕禄
焦裕禄（1922年8月16日—1964年5月14日），山东省博山县人，中国共产党党员。焦裕禄在任中共兰考县委第二书记时，致力于解决当地的内涝、风沙、盐碱问题，并因工作过度罹患肝癌而在任上去世。中国共产党追认其为“革命烈士”，高度评价其为“县委书记的榜样”并广泛宣传其事迹。焦裕禄于2009年入选“100位新中国成立以来感动中国人物”。

## 生平

### 早年
焦裕禄生在博山县北崮山村。焦裕禄的祖辈曾经发达，但到焦裕禄父亲一辈，因不善经营，家道中落。在祖父焦念礼的力主之下，全家节约开支供焦裕禄上学读书，焦裕禄这才勉强上了4年小学。抗日战争全面爆发后，1938年日军占领博山县城，经常到北崮山村一带扫荡。这时，当地南古山村村民李星七组织了一支红枪会，抗日自卫。16岁的焦裕禄那时已从高小辍学回家数年，也加入了这支红枪会。1938年6月，日军前来扫荡，红枪会组织数千人准备抵抗，但最前面一支队伍刚交火便被日军打死打伤二十多人，红枪会部队四散，从此这支红枪会解体。焦裕禄到山里住了两天才敢回家。
1939年，焦裕禄的父亲与叔父分家，焦裕禄家有其父亲、母亲、哥嫂侄子六口人。除了种地，焦裕禄的哥哥到八陡村商店当学徒，焦裕禄担扁担、推小车挣钱。1940年，焦裕禄的家乡收成不好，而日据政府捐税又很重，焦裕禄便和父亲一起卖油、卖菜、打锅饼卖，冬季到黑山后煤窑做工。1941年，因家庭贫困且欠下外债，焦裕禄的父亲上吊自杀。
1942年6月24日，焦裕禄被汉奸抓住，叫他带路去抓另一个人，但没抓着。随后，焦裕禄被押上拉满被抓中国百姓的汽车，拉到博山县城西冶街赵家后门的日本宪兵队，遭到宪兵队用脚踢、用棍打、灌凉水，被打得无法行走。焦裕禄在严刑逼供下承认和中国共产党有联系，但其实他根本没接触过中国共产党。十多天后，焦裕禄等被抓百姓能走路了，日本宪兵队又将他们集中到李家家庙。他们抵达时，李家家庙已关押有数千百姓。
1942年12月初，焦裕禄等人被捆上汽车，拉到胶济铁路张店车站宪兵队，关押一个多月后，又辗转被押至济南。焦裕禄等人在济南的训练所被训练七天。在轮流接受身体检查后，满军把焦裕禄等人交给抚顺劳工招募所，每人发一套破棉衣，押上火车运往满洲国，1943年2月被押到抚顺大山坑煤矿当苦工。抚顺煤矿当时被称为“千金寨”，是日本南满洲铁道株式会社控制的最大煤矿。1943年6月，焦裕禄从煤矿跑出，逃到抚顺消防队一位姓郑的老乡处。1943年8月，焦裕禄通过郑老乡坐汽车到沈阳买火车票回到家中。
焦裕禄回到家乡不久，邻村夏庄以汉奸队为名义成立了抗日队伍。焦裕禄与叔家弟弟焦裕祯一同参加了该队伍，分到第四连当兵。这支队伍仅有二十多人，三四支破枪，每顿饭每人只能分得一个谷糠窝头。三、四天后，焦裕禄在夜里逃跑，躲进西山。
1943年，焦裕禄夫妇带着孩子逃荒来到江苏省宿迁县城东十五里的双茶棚村，在早已逃荒来此的博山县黄台村几户同乡家住下。焦裕禄给开饭铺的张家担水为生。半个月后，张家介绍焦裕禄到宿迁县城东二里的园上村（2010年代为宿迁市宿豫区顺河镇雨露社区13组）地主胡家当雇工。此后焦裕禄在胡家当了两年雇工，起初只是担水、劈柴，后来成为胡家主人、商会副会长胡杰生的贴身佣人。胡家不但让焦裕禄认字，还教焦裕禄做生意。焦裕禄还经常随信佛的胡杰生到前大庵进香，常主动为前大庵打扫卫生。
1945年7月间，新四军占领宿迁县，成立人民政权，工作人员接连开会，焦裕禄由此得知家乡也解放了，于是焦裕禄等逃荒来的几位同乡便推着小车一起回到家乡。

### 参加革命
1945年8月，抗日战争胜利，焦裕禄自宿迁县回到家乡。当时，博山县城仍在日军占领下，北崮山村成立了民兵连，支援解放博山县城。民兵连的民兵队长焦方开动员焦裕禄当了民兵。那时北崮山村有27个民兵，28支枪，100余发子弹。民兵连抓汉奸，到敌占区侦察，碰到抢百姓粮食的地主还乡团也打。焦裕禄随民兵连参加了解放博山县城的战斗。
1946年1月，经焦方开介绍，焦裕禄在北崮山村焦念祯家的一间老屋里秘密宣誓加入中国共产党。不久，被派到博山县八陡区武装部任干事。第二次国共内战期间，焦裕禄率领民兵参加了不少战斗。此后，焦裕禄调到山东渤海区参加土地改革复查工作。
1947年7月，为配合中国人民解放军挺进中原，中共中央华东局在山东解放区抽调干部随军南下，崮山区武装部选送了焦裕禄。焦裕禄被调到属于部队编制的渤海区南下工作队，集训后被分配到淮河大队一中队任班长。在1947年南下工作队行军途中，每当停下休息时，焦裕禄都会教战友识字，或者表演山东快书。他还被中队领导选中，参与排演反映地主阶级残酷剥削劳动人民的大型歌剧《血泪仇》。南下工作队边行军边演出《血泪仇》10多场。
1948年初，焦裕禄随渤海区南下工作队进入河南省境内，抵达豫皖苏区，随后被分配到尉氏县彭店区开展土地改革，焦裕禄任区队指导员。在区队指导员任内，他多次率部剿灭土匪。1948年春，中国国民党方面的鄢陵县保安中队长洪启龙率部袭扰彭店区，也被焦裕禄率部打退。
1948年9月，焦裕禄被任命为尉氏县大营区副区长，抓镇压土匪和土地改革工作。焦裕禄在土地改革、剿匪反霸斗争中发动群众时，擅长自编或激昂或诙谐的打油诗。
中华人民共和国成立后，1950年夏，焦裕禄被提升为中共尉氏县大营区委副书记兼大营区区长。1952年春，调任青年团陈留地委宣传部部长。后任青年团郑州地委宣传部部长。1953年夏，任青年团郑州地委第二书记。

### 工业战线
1953年6月，焦裕禄被抽调到洛阳矿山机器厂筹建处工作。最初他担任该厂临时公路总指挥，领导修建了一条自洛阳老城区通向工地的公路。期间他与其他党员、团员让出工棚给群众住；他领导大家连夜修浮桥，兴建了涧西大桥。
1954年，洛阳矿山机器厂党委决定选派焦裕禄和其他4人到哈尔滨工业大学学习。焦裕禄小学只读了4年，其他4人的情况也类似。哈尔滨工业大学首先为他们安排了速成课程，以使他们先达到高中文化程度，再编入本科班学习。焦裕禄等人发愤学习，终于补考通过。但在即将编入本科班学习时，洛阳矿山机器厂调整了培训计划，紧急将他们召回厂里。
1955年春，在洛阳矿山机器厂的安排下，焦裕禄率领上过哈尔滨工业大学预科班的4人以及另外其他12名职工到大连起重机器厂实习，焦裕禄任第二金工车间实习主任。在一年实习期内，焦裕禄努力学习并掌握了管理业务，提出了经营管理、政治思想工作等方面的建议，在大连起重机器厂厂报上发表文章，并曾在厂里用二胡表演节目。大连起重机器厂党委决定派两位工程师到洛阳矿山机器厂工作，以换取将焦裕禄留在大连起重机器厂，但焦裕禄婉拒了这一决定。
回到洛阳矿山机器厂后，焦裕禄任第一金工车间主任。1958年，第一金工车间设备仍未完全安装到位，便接受了制造中华人民共和国第一台2.5米卷扬机的任务。焦裕禄日夜吃住在车间，不迷信苏联专家，用灵活的土办法解决了卷扬机制造中的许多问题，成功完成了任务，这成为中华人民共和国重工业起步的里程碑之一。1959年，洛阳矿山机器厂全面投产，焦裕禄调任该厂调度科科长。在调度科科长任内，他经常深入各车间了解情况并解决问题，还帮助工人解决思想问题和家庭困难。
因工作过度劳累和饮食不规律，焦裕禄患上肝病，厂党委多次动员他住院治疗，但焦裕禄一直带病坚守工作岗位。

### 县委书记
在中共河南省委（第一书记为吴芝圃）的领导下，河南省在1958年“大跃进”中连放卫星、大刮浮夸风，随后在三年困难时期成为困难最为严重的省份之一，大批群众饿死。大批饥饿的农民逃荒，农村形势不稳，农业生产低落。1962年6月，中共河南省委调焦裕禄任中共尉氏县委副书记。1962年12月起，调往兰考县，任中共兰考县委第二书记。当时，中共开封地委书记张申想让焦裕禄接替王金壁直接任县委书记，但是遭到一些人反对，所以在县委书记空缺的情况下，焦裕禄一直担任县委第二书记至一年后在任上去世，始终未接到“县委书记”的正式任命。
在焦裕禄上任前，河南省和兰考县政界内斗已极其严重。1957年，整风运动开始后，中共兰考县委门口贴了张大字报，揭发中共兰考县委组织部长孙跃堂利用职权霸占一位现役军人的未婚妻，并和自己妻子离婚，在那位军人复员回乡后，孙跃堂捏造罪名将他关进监狱。在这张大字报上签名的有200余名兰考县干部。当时，中共河南省委第一书记吴芝圃、省委秘书长戴苏理、省委组织部部长赵文甫等人是一派，在反右运动中，赵文甫到兰考县把200余名揭发孙跃堂的干部全划成右派。中共兰考县委副书记、兰考县县长张钦礼反对赵文甫这种做法，被赵文甫“内定中右，限制使用”。而孙跃堂却升任中共东明县委副书记。在吴芝圃的领导下，河南省右派数量全国最多。在“大跃进”中，吴芝圃、戴苏理、路宪文（中共信阳地委书记）等人大刮浮夸风，打击迫害河南省内反对浮夸的干部，并在三年困难时期隐瞒群众大批饿死的情况。1960年12月上旬，张钦礼冒险到北京上访，使周恩来了解了河南省的严重情况。1961年6月，吴芝圃被免去中共河南省委书记职务，中央派刘建勋接任。刘建勋为一批遭吴芝圃迫害的干部如潘复生（河南省省长）、杨珏、王庭栋、邢照堂、陈冰之、张钦礼等人平反，但没有撤销吴芝圃派系干部的职务。
焦裕禄上任时，正是兰考县困难最严重之时，该县火车站每天挤满外出逃荒乞讨的灾民。当时兰考县正在遭受内涝、风沙、盐碱这“三害”，粮食产量已降至历史最低水平。为改变兰考县的面貌，焦裕禄抽调20名干部、老农、技术员组成了一支三结合的“三害”调查队，在兰考县展开大规模的追洪水、查风口、探流沙的调查研究。焦裕禄率领大家行走五千多里，查清了全县风口84个，逐一编号并绘图。1963年9月，焦裕禄调查总结了群众的抗灾救灾经验，在兰考县推广“韩村的精神，秦寨的决心，赵垛楼的干劲，双杨树村的道路”。他在兰考县推广种植抗盐碱、抗风沙的泡桐。1963年秋，兰考县连下13天雨，全县11万亩秋粮歉收、22亩秋粮受灾，焦裕禄组织全县干部群众救灾，还率干部进村查访，为受灾群众将政府的救济粮款送上门。
前任县委书记王金壁在任末期，正逢中央在全国推行“民主补课”，以纠正“大跃进”中浮夸风、共产风的错误。但王金壁借机排斥异己，命令2000余名基层干部参加“民主补课”学习班。焦裕禄一到兰考县便发现了已获平反但仍受王金壁排挤的张钦礼。在张钦礼建议下，焦裕禄给抵制浮夸风、共产风的这2000余名兰考县干部平反。在焦裕禄领导下，张钦礼又奉命制定治理“三害”的规划。
焦裕禄带头反对干部特殊化。一次他发现自己的孩子看戏没有买票，随即对全家开展了一次不能搞特殊化的教育，并将戏票钱送交戏院。此后他建议中共兰考县委起草通知，禁止任何干部搞特殊化，不准任何干部及其子弟看“白戏”。焦裕禄到兰考县后，建议城关镇将城内的大水坑改为鱼场，半年后城关镇鱼场为感谢焦裕禄的指导，将10多条活鱼送到他家，被焦裕禄悉数退回。一次国家拨给兰考县一批救济棉花，救灾办公室见焦裕禄穿的棉袄全是补丁，乃给焦裕禄的妻子徐俊雅3斤棉花票做新棉袄，被焦裕禄坚决退回。1963年春节，兰考县肉类和副食供应仍很紧张，中共兰考县委办公室的一位工作人员给焦裕禄家送来几斤肉。在得知这肉仅送给县委几位领导后，焦裕禄拒绝接受，并嘱咐以后不要单独照顾领导。
焦裕禄夫妇因赡养两位老人（双方的母亲）并养育6个子女，有时还接济困难群众，所以家里经济很紧张。1964年春节前一个风雪交加的日子，焦裕禄找到兰考县县长程世平借路费，以便全家回家乡看望母亲。那天焦裕禄仅穿了一件棉袄，连秋衣也没穿，程世平问起才得知焦裕禄家没布票，手头也紧，但他从未要求县委照顾。焦裕禄有两个侄子，高中毕业后在山东家乡务农，多次写信请焦裕禄帮助找工作，都被焦裕禄拒绝。焦裕禄的大女儿焦守凤初中毕业未考上高中，在家待业，焦裕禄不让女儿靠自己权力获得工作，后来焦守凤到兰考县食品加工厂当临时工，焦裕禄还专门找到厂长要求把她安排到工作辛苦的酱菜组，不要特殊照顾。
焦裕禄任县委书记后，县里有秘书、通讯干事，但焦裕禄尽量自己写工作总结、讲话、调查报告等。他主持并起草了《关于治沙、治碱、治水三五年的初步设想》、《造林防沙方案》、《排涝治碱方案》等治理“三害”的文件，并亲自写出了《关于盐碱地的普查报告》、《一个七季受灾的特重灾队，今年生产一片繁荣景象的调查报告》等调研文章。临终前在病床上他还在撰写《兰考人民多奇志，敢叫日月换新天》一文。他写的文章文风朴实，注重事实，善于发掘，常被报纸、电台采用。
1964年春节刚过不久，焦裕禄派县委通讯干事刘俊生到《河南日报》社向总编辑刘问世详细地介绍了兰考除“三害”的情况和焦裕禄的专版报道建议，获得省委领导批准后，焦裕禄主持召开了骨干通讯员会议研究撰写专版的通讯、文章。3月21日，焦裕禄和县委办公室干事张思义骑自行车去三义寨公社检查工作落实情况，肝痛时无力骑自行车，他就推着走，这是最后一次下乡。3月23日县委派人送焦裕禄去开封治病。出了诊断结果后，开封地委领导决定送他到郑州的医院再行诊治。在郑州市河南医学院附属医院住院。郑州的医生要他转院到北京。北京医院专家会诊，表示他的生命最多还有20多天的时间。这样，焦裕禄又被送回到郑州的河南医学院附属医院。1964年5月10日，在郑州市河南医学院附属医院发出《病危通知书》。5月13日河南省委常委、组织部长张健民、省委副秘书长苗化铭和开封地委组织部长王向明到河南医学院附属医院代表组织探望，焦裕禄问自己的病情：“我的病到底还行不行?”但领导并没有明确回答。省市领导走后，焦裕禄问县委副书记张钦礼：“我的病咋样？为什么医生不肯告诉我呢？”一连追问了几次，张钦礼最后不得不说：“这是组织上的决定。”听了这句话，焦裕禄点了点头，镇定地说道：“呵，那我明白了……”焦裕禄从怀里掏出一张自己的照片交给张钦礼，并遗言：“现在有句话我不能不向你说了，回去对同志们说，我不行了，你们要领导兰考人民坚决地斗争下去。党相信我们，派我们去领导，我们是有信心的。我们是灾区，我死了，不要多花钱。我死后只有一个要求，要求组织上把我运回兰考，埋在沙堆上，活着我没有治好沙丘，死了也要看着你们把沙丘治好！”1964年5月14日9时45分病逝，享年42岁。

## 身后

### 安葬
据穆东起回忆：“我原在省委组织部作干部保健工作。焦裕禄住院的时候，我和他在一起……。就在他已经知道自己的病是不治之症的时候，仍然念念不忘兰考。他不止一次要求：‘我死了，要求组织上把我运回兰考，埋在沙堆上，活着我没有治好沙丘，死了也要看着你们把沙丘治好。’”
5月14日焦裕禄病逝后，河南省委确定，按好的县委书记待遇，把焦裕禄安葬在郑州革命公墓（南数第4排、西数第10个）。5月16日，焦裕禄追悼会暨安葬仪式在郑州革命公墓举行。河南省委第一书记刘建勋，省委组织部部长张健民，开封地委、洛阳矿山机械厂和尉氏县、兰考县代表，开封地区除兰考外各县县委书记，焦裕禄的夫人徐俊雅、长女焦守凤、长子焦国庆，焦裕禄母亲李星英等出席。追悼会由曾任过兰考县委书记的省委组织部副部长程约俊主持，曾在尉氏县委、洛矿和开封地委任过焦裕禄领导的赵仲三致悼词。
1964年8月7日，河南省委第二书记文敏生在省三干会上讲话说，“原县委第一书记焦裕禄同志，风格高，有英雄气概。他临死的时候告诉县委的同志说，沙碱没治好，死不瞑目，死后要把他埋在沙丘上。”
1965年12月9日，新华社河南分社记者周原到兰考采访，从县委新闻干事刘俊生口中获取了焦裕禄的典型线索。周原赶到郑州向新华社副社长穆青和总社国内部工业组组长馮健汇报，穆青当即决定改变原定计划，率记者于12月17日赴兰考采访。穆青返京前在郑州向河南省委第一书记刘建勋汇报了焦裕禄事迹。1966年2月1日，河南省民政厅批复了兰考县委、县人委1月30日上送的请示报告，同意授予焦裕禄同志革命烈士称号。。1966年2月2日，河南省委研究决定，将焦裕禄墓迁回兰考。1966年2月6日，署名穆青、冯健、周原的长篇通讯《县委书记的榜样——焦裕禄》由新华社发表。1966年2月7日晨，中央人民广播电台播送了这篇通讯。1966年2月7日，《人民日报》发表了社论《向毛泽东同志的好学生焦裕禄学习》以及长篇报道《县委书记的榜样——焦裕禄》。刘建勋派河南省人民委员会秘书长赵启平赴兰考选址，县委副书记张钦礼说，有一次，老焦领他到县城北的废黄河故堤“土牛”察看风沙，焦裕禄登高四顾，高兴地说这个地方真好，站得高，看得远，可以清楚地看到风从哪里起，沙从哪里落，将来我死了，要是能埋在这里多好！堪址的众人前往“土牛”察看，都认为葬在这里既符合焦裕禄心愿，又便于日后瞻仰管理，遂将此处定为焦裕禄墓地。县财委主任赵甫坤负责平整墓地，机关干部和群众踊跃参加，10天削去“土牛”顶部五米，向南推土8200立方米，平整面积1100平方米，在墓区北侧按郑州革命公墓焦裕禄墓的规格开掘基坑，用砖砌成2.7米长、1.1米宽、1.3米深的墓坑，墓区边长10米，内地基抬高30厘米，周围用青砖砌起1.2米高的花墙。兰考县民政局干事刘国华到郑州革命公墓起灵，经请示确定对棺材进行加固处理，按传统工艺，用皮灰、沥青和胶熬制黏合材料，填补黏合了棺木两头的“堵头”和下面的垫板破损开裂处；棺材用新木板托底，又在中间和两头加了3道铁箍，最后刷了朱漆。迁墓安葬仪式改为2月26日上午举行。当天中午，郑州铁路局向兰考发出挂有四节车厢的专列，一节载有刘建勋率出席省三干会的省、地和有关部门领导同志，一节载有焦裕禄灵柩和护灵的妻子徐俊雅、长女焦守凤、长子焦国庆等家属，一节载有郑州国棉三厂的军乐队，一节载有花圈和工作人员。车头前挂着饰有黑纱的焦裕禄遗像，车厢两旁贴着“向毛主席的好学生——焦裕禄同志学习”的巨幅标语。兰考县上万群众自发上街，披麻带孝为焦裕禄送葬。

### 纪念
1990年5月10日，《人民日报》发表社论《领导干部要学焦裕禄》。1990年春夏之交，穆青、冯健、周原再访兰考县，同基层干部群众交谈，采写了《人民呼唤焦裕禄》报道，发表在1990年7月9日《人民日报》，反映了干部群众怀念焦裕禄、怀念中国共产党优良传统。这篇报道引起了很大反响。例如时任中共福州市委书记习近平读了《人民呼唤焦裕禄》报道，填写《念奴娇·追思焦裕禄》词发表在1990年7月16日《福州晚报》。
1990年6月15日，邓小平为纪实文学《焦裕禄》（华夏出版社出版）题写书名。该书还收录了陈云、宋任穷为纪念焦裕禄逝世26周年的题词以及董必武、郭沫若为焦裕禄所作诗词。1991年2月9日，江泽民来到兰考县向焦裕禄陵墓献花圈，并会见了焦裕禄的妻子徐俊雅及其子女，题词：“向焦裕禄同志学习，全心全意为人民服务”。1994年5月、2003年12月，胡锦涛先后两次视察兰考县。1994年5月，胡锦涛到郑州参加焦裕禄同志逝世30周年大会，并且为“焦裕禄同志纪念馆”落成剪彩暨焦裕禄铜像揭幕，还在兰考县接见了焦裕禄后人。
2009年4月1日，中共中央政治局常委、中共中央书记处书记、国家副主席习近平在兰考县调研，参观焦裕禄纪念园。他在兰考县的焦家小院和焦守云等焦裕禄的女儿座谈。同年焦裕禄被评为“100位新中国成立以来感动中国人物”之一。2014年3月17日，中共中央总书记、国家主席、中央军委主席习近平在兰考县调研指导党的群众路线教育实践活动时，参观焦裕禄同志纪念馆，次日在讲话中要求党员、幹部把焦裕禄精神作为一面镜子，努力做焦裕禄式的好党员、好幹部。在焦裕禄同志纪念馆，习近平还接见了焦守云等焦裕禄的5个子女。

## 家庭
- 第一任妻子：与焦裕禄育有一女焦守凤。后双方离婚。
  - 长女：焦守凤，1945年生，初中毕业后未考上高中，焦裕禄拒绝为她安排工作，后到食品厂酱菜组当临时工，从事繁重劳动。1964年上半年考上了“农贷员”到开封工作，1999年自开封市总工会退休。丈夫冯传富1963年毕业于复旦大学，两人育有两儿一女。1990年代国企改革中，焦守凤的子女全都下岗，焦守凤没向上级反映困难，也没依靠上级帮子女找工作[24][25][26]。
- 第二任妻子：徐俊雅，与焦裕禄育有三子二女[24]
  - 长子：焦国庆，1951年10月1日生，因正值中华人民共和国国庆故得名“国庆”。1967年入伍到驻山区的沈阳军区某部，此后在该部队农场劳动4年，历任“董存瑞班”班长、排长、连长、营长、副团长。1989年因病转业回到地方，安排在河南省开封市地税局工作，后退休[24][26]。
  - 次女：焦守云，1953年生。1968年入伍当兵，1973年当选为中共十大代表，1978年转业到郑州科技部门工作直到退休。她还曾当过2008年北京奥运会火炬手[26]。
  - 三女：焦守军，1955年生于大连，1972年入伍，在昆明军区某通信总站二营当兵。1978年才提为干部报务员。1979年参加对越自卫反击战，立个人三等功，1980年被评为“全国三八红旗手”。1984年参加两山轮战，立集体三等功。1985年6月昆明军区与成都军区合并整编成新的成都军区，她和丈夫朱新民都到成都军区工作，焦守军在某部档案室任职。1987年，焦守军要求到成都军区档案馆当了普通的档案助理员。在成都军区档案馆工作17年，多次被评为优秀共产党员、多次受嘉奖，立三等功。朱新民后升为少将[27][26]。
  - 次子：焦跃进，1957年生，焦裕禄子女中唯一从政者。早年当知青，后放弃回城，担任兰考县东坝头乡党委书记。2001年任杞县县长，一度因到北京为杞县推销大蒜而闻名全国，被杞县群众誉为“大蒜县长”。后任开封市政协主席。2024年2月12日，焦跃进因病在开封去世，享年66岁[24][28][26][29]。
  - 三子：焦保钢，1960年生，长期在公安部门工作，多次立功受奖。后任河南省公安厅督察处干部。2013年，因积劳成疾，脑出血昏迷8个月后病逝[26]。
    - 孫女：焦力，1992年生。2013年畢業於貴州大學後參軍。2017年底，調入駐港部隊，任某合成旅儀仗排排長。[30]

## 纪念
主题党校
- 焦裕禄干部学院：位于河南省兰考县东北部，以“焦裕禄精神”为主要理念的中共干部培训学校

纪念建筑
- 焦裕禄纪念园（分为革命烈士纪念碑、焦裕禄烈士墓、焦裕禄同志纪念馆、焦桐林）：位于河南省兰考县
- 焦裕禄纪念馆：位于山东省淄博市博山区

## 影视形象
- 1990年电影《焦裕禄》
- 2012年电视剧《焦裕禄》
- 2015年网络剧《小戏骨：焦裕禄》